# Juana la loca... de vez en cuando
Juana la loca... de vez en cuando es una película cómica española, estrenada el 19 de septiembre de 1983.

## Argumento
Parodia de la vida de la que sería Reina de España Juana I de Castilla (Beatriz Elorrieta). Sus padres, los Reyes Isabel la Católica (Lola Flores) y Fernando el Católico (José Luis López Vázquez) sufren al ver que su hija Isabel se ha hecho republicana. A su hija Juana se esfuerzan por encontrarle un marido visto su desenfreno sexual. Finalmente, dan con un joven playboy dedicado al mundo de la canción: Felipe, el Hermoso (Jaime Morey).